# هنري ميريك لوسون
هنري ميريك لوسون (بالإنجليزية: Henry Merrick Lawson)‏ هو مهندس أيرلندي، ولد في 30 يناير 1859 في دبلن في جمهورية أيرلندا، وتوفي في 2 نوفمبر 1933.